# Cung điện Louvre

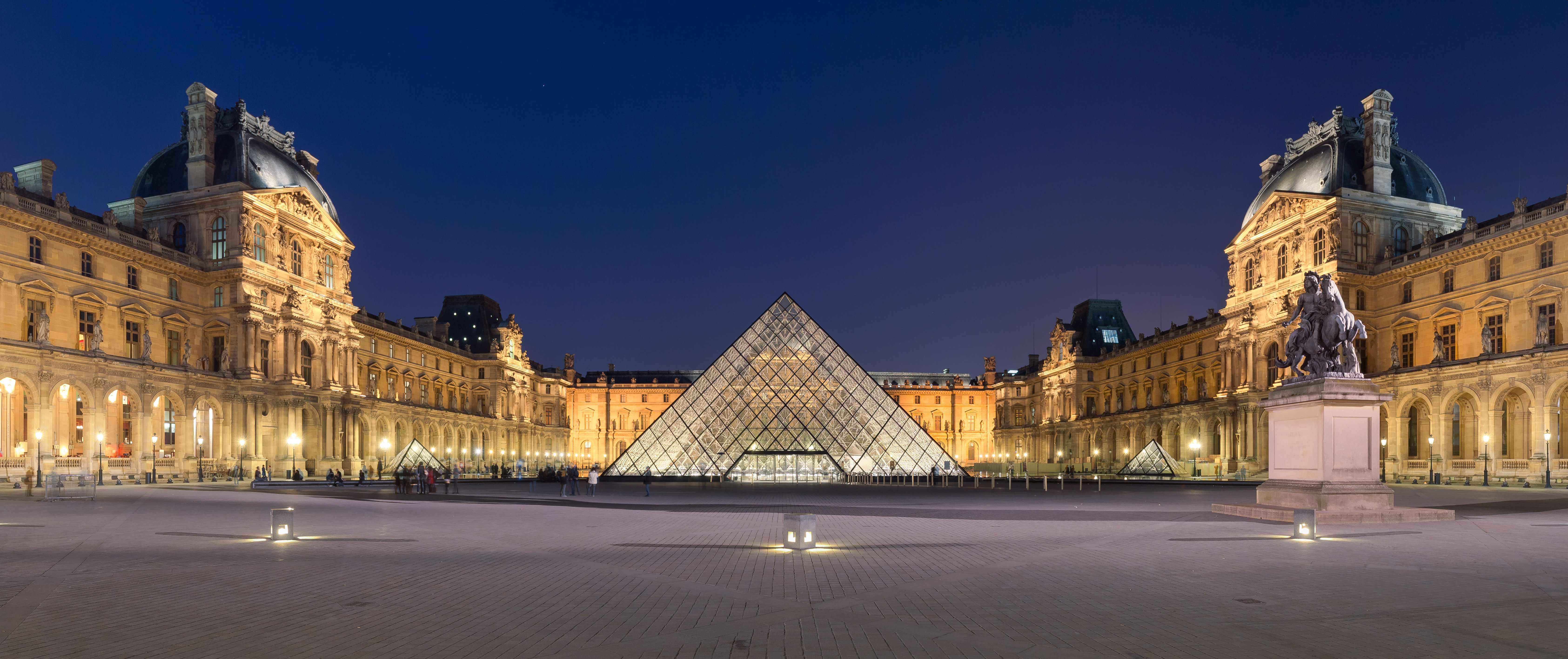
Cung điện Louvre với Kim tự tháp bằng kính

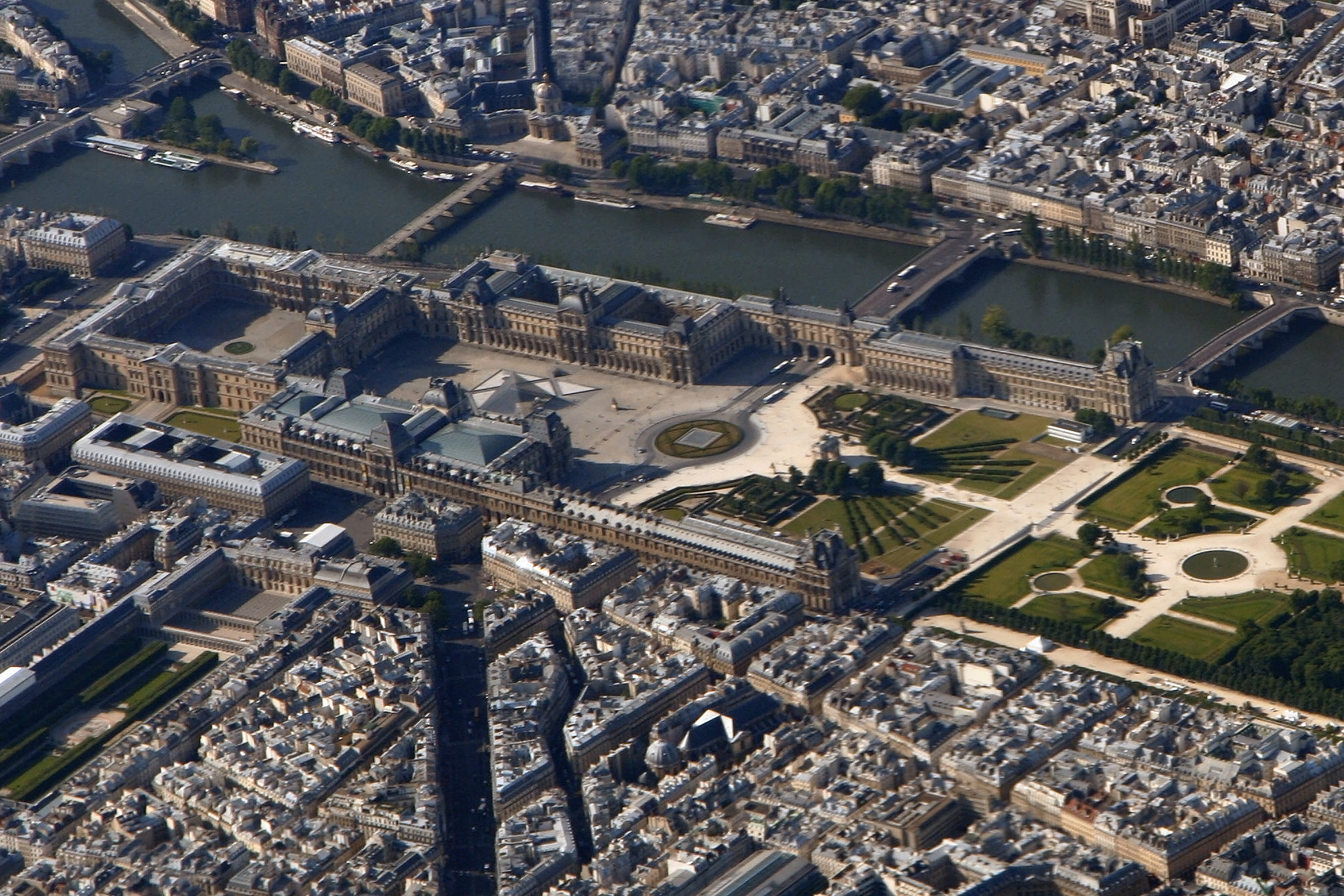
Toàn cảnh Louvre từ trên không

Cung điện Louvre (tiếng Pháp: Palais du Louvre) là một cung điện cũ của hoàng gia Pháp nằm ở bờ phải sông Seine thuộc trung tâm thành phố Paris từ Nhà thờ Saint-Germain-l'Auxerrois đến vườn Tuileries. Ngày nay phần lớn diện tích cung điện được sử dụng cho bảo tàng Louvre, một trong những bảo tàng lớn nhất thế giới.

## Lịch sử

### Khởi đầu
Louvre được nhắc tới lần đầu tiên là khi vua Philippe Auguste cho xây dựng một pháo đài có tên Louvre trên 
vùng đất Lupara, gốc của cái tên này chưa được xác định, nhưng một giả thuyết hay được sử dụng là nó xuất phát từ lupus trong tiếng Latinh có nghĩa là chó sói, vì có thể vùng đất này trước kia có nhiều chó sói. Pháo đài Louvre là một phần của tòa thành được xây dựng để tăng cường phòng thủ cho thành phố Paris, nó gồm một tháp canh cao 31 m, rộng 19 m. Dưới thời vua Philippe le Hardi, Louvre được mở rộng thành một lâu đài với nhiều gian phòng mới được xây dựng, đây cũng trở thành nơi cất giữ ngân khố của hoàng gia.
Phải chờ đến thời vua Charles V, lâu đài Louvre mới trở thành dinh thự của hoàng gia khi ông này mở rộng phạm vi tường thành của Paris, dẫn đến việc Louvre trở thành một công trình thuộc nội đô Paris và trở thành một trong những dinh thự của nhà vua, cùng với lâu đài Vincennes, hôtel Saint-Paul trong khu Marais và lâu đài trên đảo Île de la Cité. Sau khi trở về từ Tây Ban Nha, vua François I cho mở rộng Louvre theo bản thiết kế năm 1546 của kiến trúc sư Pierre Lescot với một sân hình chữ nhật (nay là Cour carrée), một cánh chính ngăn cách bởi cầu thang lớn ở giữa và hai nhánh phụ một tầng. Sau khi François I qua đời một năm sau đó, vua mới Henri II tiếp tục cử Lescot làm người phụ trách xây dựng với một chút thay đổi về mặt thiết kế, cầu thang được dời về phía Bắc cho phép xây dựng một phòng lớn ở tầng trệt nhánh chính. Khu vườn của cung điện được xây dựng dưới thời Catherine de Médicis, đây cũng là thời gian cung điện Tuileries được xây dựng. Kiến trúc sư của công trình này là Philibert Delorme, sau đó là Jean Bullant.
Trong thời gian chiến tranh tôn giáo, Louvre là nơi ở của hoàng gia Pháp khi họ quay trở lại Paris. Từ thời vua Henri III, đây là nơi ở chính thức của vua Pháp.

### Mở rộng và suy tàn

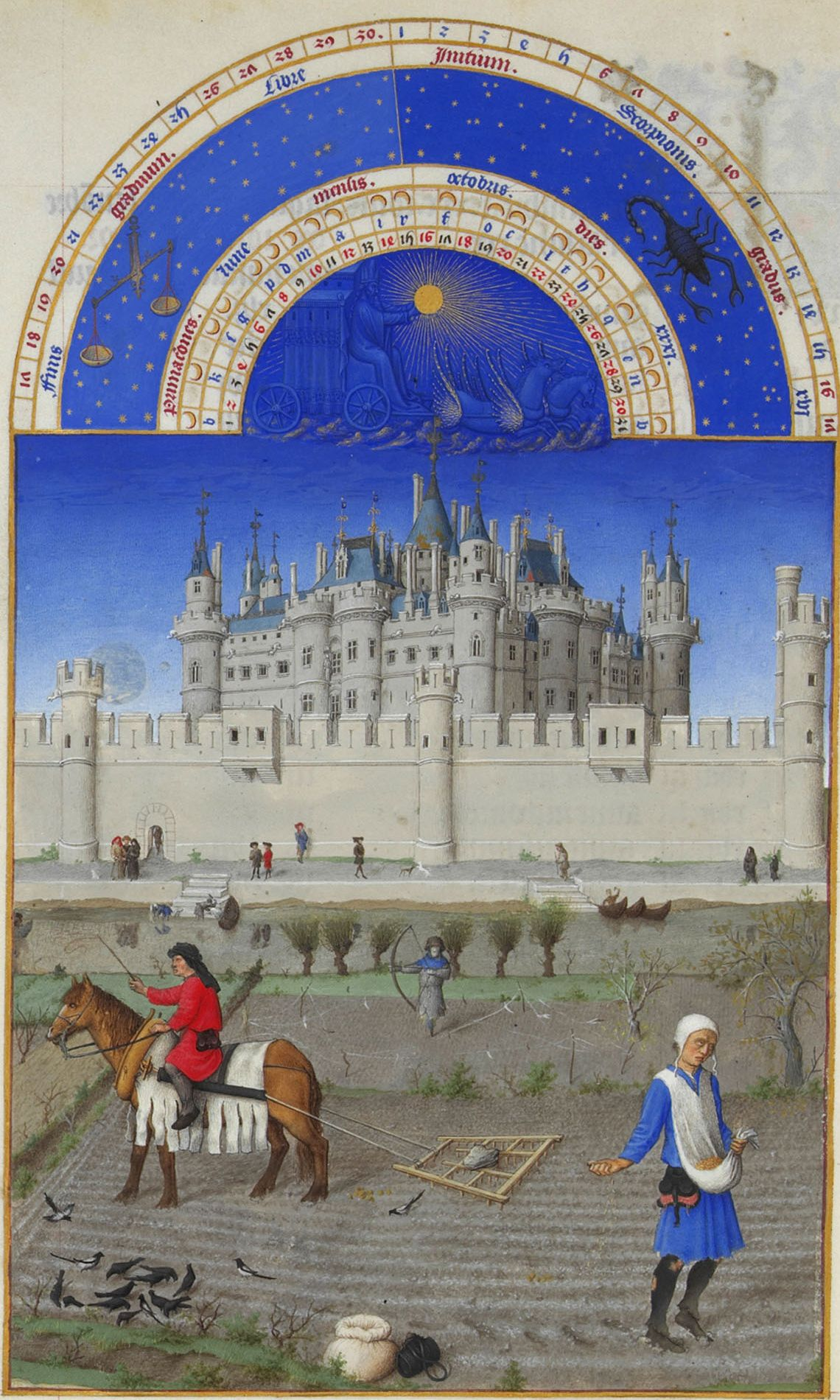
Louvre vào thế kỉ 15, minh họa trong cuốn Les Très Riches Heures du duc de Berry

Sau khi lên ngôi, vua Henri IV quyết định mở rộng Louvre bằng một kế hoạch có tên Grand Dessein (Dự định lớn) theo đó toàn bộ kiến trúc thời Trung Cổ của cung điện bị phá bỏ, xây dựng một sân vuông theo bản thiết kế cũ của Lescot, nối liền Louvre và Tuileries, trưng dụng các khoảng đất nằm giữa hai cung điện này. Phần lớn khối lượng công việc được tiến hành từ năm 1594 đến năm 1610 trong đó đáng chú ý là việc xây dựng một sảnh lớn (grande galerie) nối liền Louvre và Tuileries. Sảnh này dài 60 m, rộng 9 m gồm hai tầng.
Grand Dessein được tiếp tục dưới thời vua Louis XIII khi kiến trúc sư Jacques Lemercier được giao phụ trách việc tu sửa cung điện. Sân chính hình vuông (Cour carrée) theo ý tưởng ban đầu của Lescot được giữ nguyên, cánh phía Bắc tòa nhà được xây dựng lại để đảm bảo sự đối xứng của toàn cung điện. Các nghệ sĩ điêu khắc Jacques Sarazin, Gilles Guérin và Philippe de Brister được giao làm các bức tượng trang trí mới cho tòa nhà. Dưới thời Anne của Áo và Mazarin, rất nhiều họa sĩ Ý đã đến Paris và tạo ảnh hưởng lớn tới nghệ thuật đương thời ở thủ đo nước Pháp, tuy nhiên Louvre ít chịu ảnh hưởng này vì chỉ có một gian nhỏ của hoàng hậu Anne được trang trí lại từ năm 1655 đến 1658.
Dưới thời Louis XIV, cung điện chính thức của nhà vua được dời về lâu đài Versailles, kế hoạch tu sửa và mở rộng Louvre bị bỏ dở. Từ năm 1692, Louvre được giao cho các viện hàn lâm quản lý và tiếp tục bị hủy hoại đến mức một số nhà tư tưởng lớn thời đó như Voltaire phải lên tiếng về tình trạng này. Phải chờ đến khi Marigny và sau đó là D'Angivillers nhận chức tổng giám sát cung điện, Louvre mới bắt đầu được sửa chữa và cải tạo.

### Trở thành bảo tàng
Sau khi Cách mạng Pháp nổ ra năm 1789, Louvre bắt đầu được sử dụng như một bảo tàng quốc gia của Pháp. Nhiều công trình mới cũng được xây dựng trong đó đáng chú ý có nhánh nhà mới ở phía phố Rivoli được khởi công dưới thời vua Napoléon. Trong thời gian Công xã Paris, năm 1871 cung điện Tuileries bị cháy toàn bộ buộc người ta phải san phẳng và xây dựng vườn Tuileries để thay thế. Từ giai đoạn đó trở đi Louvre có hình dạng kiến trúc như hiện nay.

## Louvre ngày nay
Ngày nay cung điện Louvre bao gồm:
- Bảo tàng Louvre
- Tòa nhà của Hội nghệ thuật trang trí (Union centrale des arts décoratifs - UCAD)
- École du Louvre
- Trung tâm nghiên cứu và tôn tạo bảo tàng Pháp (Centre de recherche et de restauration des musées de France - C2RMF)
- Các phòng trưng bày tranh thương mại từ Carrousel đến Louvre gồm trên 50 gian hàng với tổng diện tích 16.000 m²
- Phòng trưng bày "Carrousel du Louvre" của Paris Expo gồm 4 phòng triển lãm với diện tích 7.100 m²

## Hình ảnh

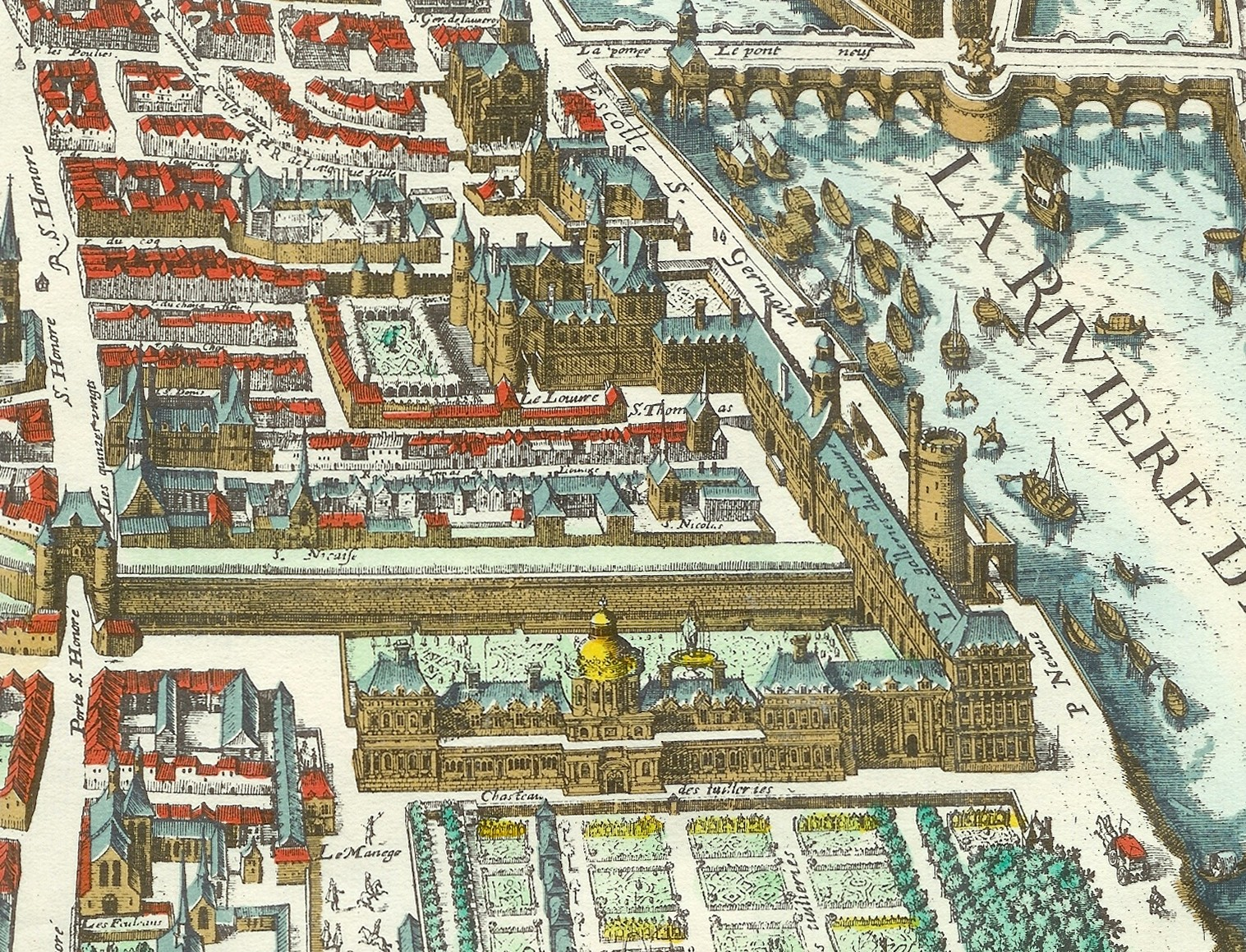
Louvre và Tuileries năm 1615
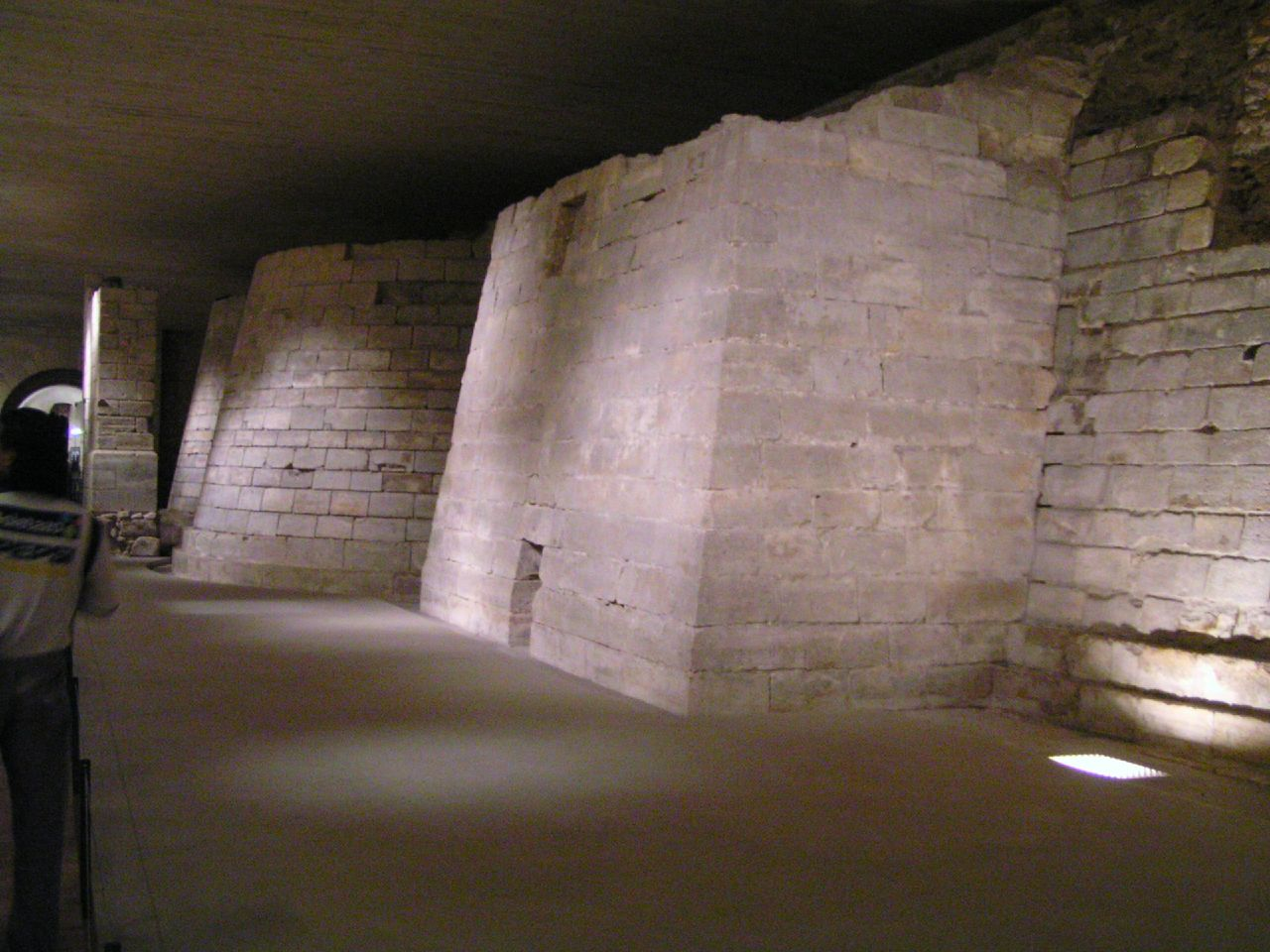
Phần móng có từ thời Trung Cổ
Bản đồ Louvre hiện nay
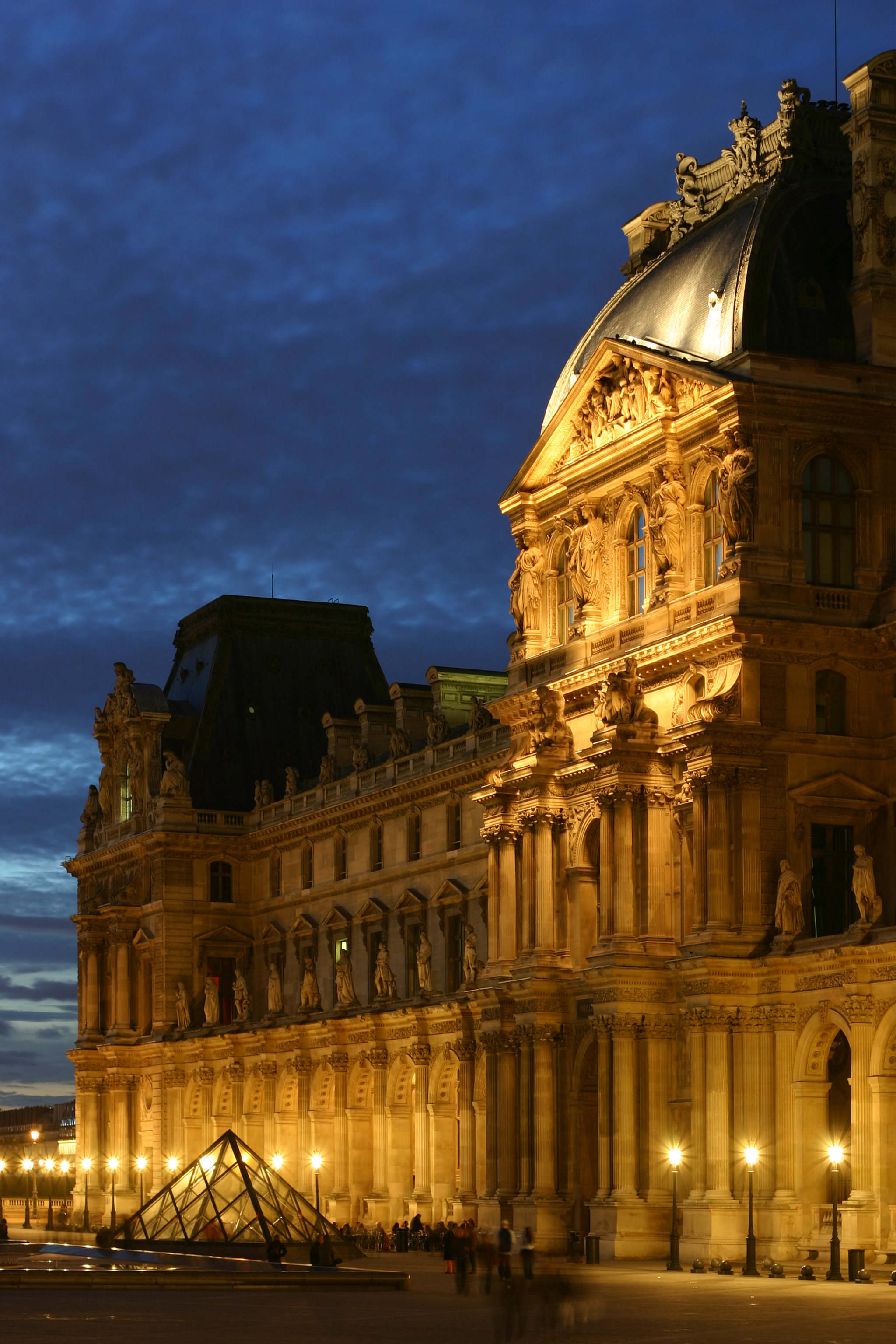
Cánh Richelieu
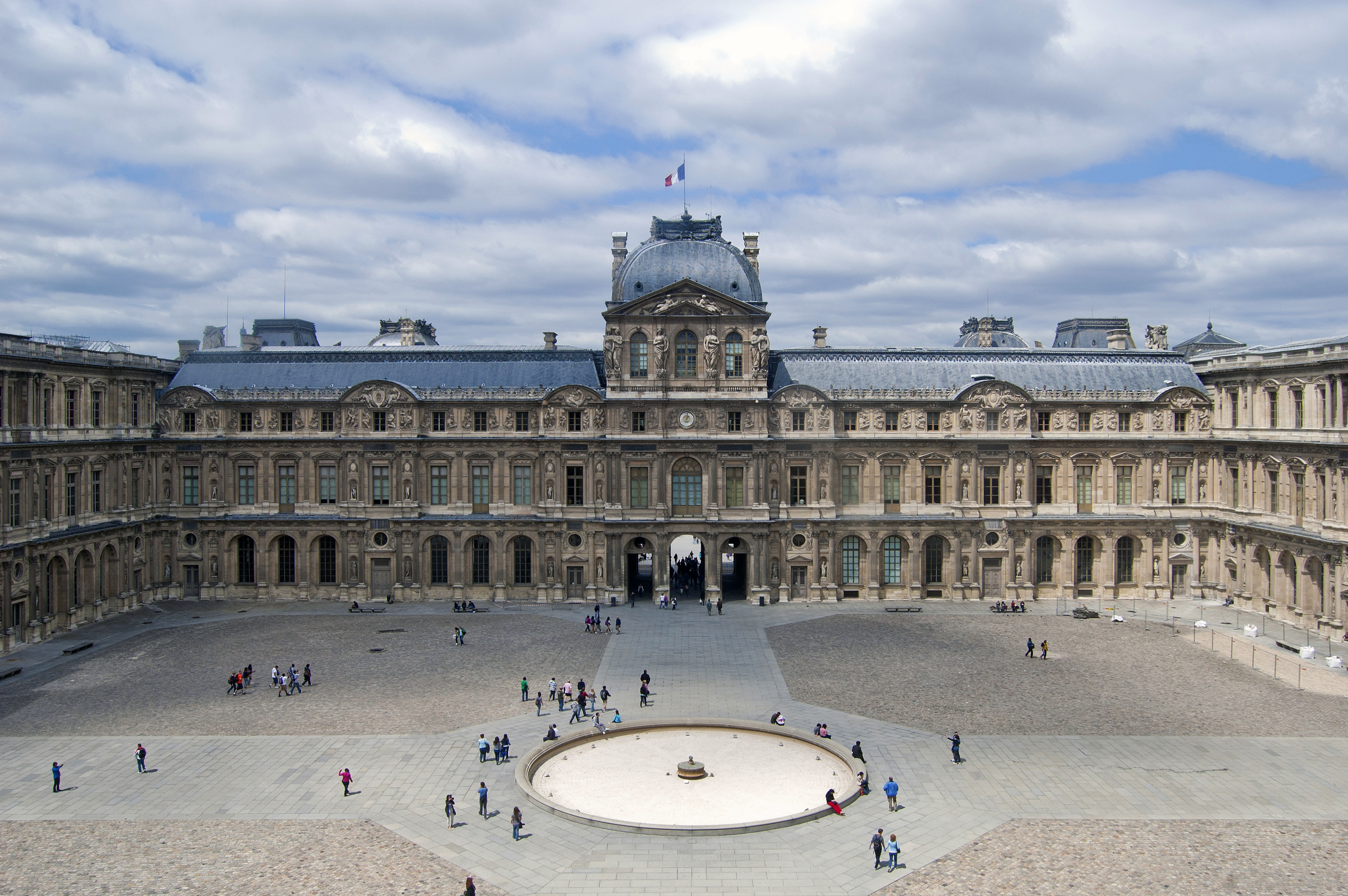
Cánh Tây
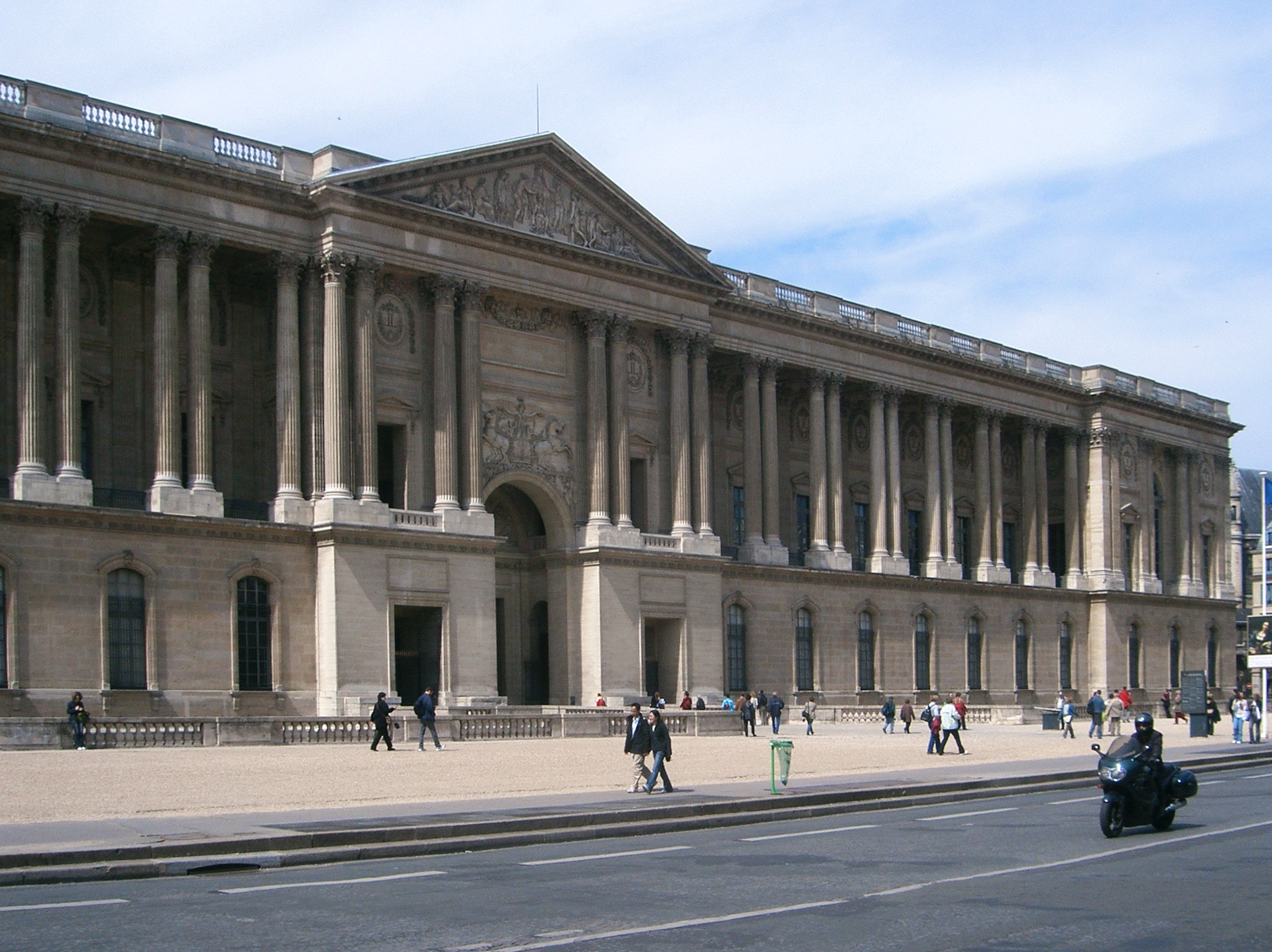
Các hàng cột